# تصفيات كأس العالم 2014 – أوروبا المجموعة ص
تصفيات كأس العالم لكرة القدم 2014 أوروبا المجموعة G هي إحدى مجموعات اليويفا المؤهلة لكأس العالم لكرة القدم 2014. وتضم المجموعة البوسنة والهرسك، واليونان، ولاتفيا، وليختنشتاين، وليتوانيا وسلوفاكيا.
فائز المجموعة سوف يتأهل بشكل مباشر إلى نهائيات كأس العالم 2014. ومن بين أصحاب المركز الثاني في المجموعات التسع، سيتقدم أفضل ثمانية (يتم تحديدهم عن طريق نتائجهم ضد الفرق أصاحب المركز الأول، والثالث، والرابع، والخامس فقط لتحقيق التوازن بين الجماعات المختلفة) احتلوا المركز الثاني إلى المباريات الفاصلة، حيث سيتم تقسيمهم إلى أربعة مواجهات ذهاب وإياب لتحديد هوية المتأهلين الأربع الآخرين.

## الترتيب
| الفريق              | لعب | ف | ت | خ | أ.له | أ.ع | أ.ف | نقاط |  | البوسنة والهرسك | اليونان | سلوفاكيا | ليتوانيا | لاتفيا | ليختنشتاين |
| ------------------- | --- | - | - | - | ---- | --- | --- | ---- |  | --------------- | ------- | -------- | -------- | ------ | ---------- |
| البوسنة والهرسك (Q) | 10  | 8 | 1 | 1 | 30   | 6   | +24 | 25   |  | —               | 3–1     | 0–1      | 3–0      | 4–1    | 4–1        |
| اليونان (A)         | 10  | 8 | 1 | 1 | 12   | 4   | +8  | 25   |  | 0–0             | —       | 1–0      | 2–0      | 1–0    | 2–0        |
| سلوفاكيا            | 10  | 3 | 4 | 3 | 11   | 10  | +1  | 13   |  | 1–2             | 0–1     | —        | 1–1      | 2–1    | 2–0        |
| ليتوانيا            | 10  | 3 | 2 | 5 | 9    | 11  | −2  | 11   |  | 0–1             | 0–1     | 1–1      | —        | 2–0    | 2–0        |
| لاتفيا              | 10  | 2 | 2 | 6 | 10   | 20  | −10 | 8    |  | 0–5             | 1–2     | 2–2      | 2–1      | —      | 2–0        |
| ليختنشتاين          | 10  | 0 | 2 | 8 | 4    | 25  | −21 | 2    |  | 1–8             | 0–1     | 1–1      | 0–2      | 1–1    | —          |

## المباريات
تم تحديد جدول المباريات في اجتماع عقد في براتيسلافا، سلوفاكيا يوم 18 نوفمبر 2011.
| ليختنشتاين        | 1–8   | البوسنة والهرسك                                                                        |
| ----------------- | ----- | -------------------------------------------------------------------------------------- |
| ماثياس كريستن 60' | تقرير | زفيزدان ميسيموفيتش 26'، 31' · وداد إيبيشيفيتش 33'، 39'، 82' · إدين دجيكو 46'، 64'، 80' |

| ليتوانيا            | 1–1   | سلوفاكيا         |
| ------------------- | ----- | ---------------- |
| ماريوس زاليوكاس 18' | تقرير | ماريك سابارا 41' |

| لاتفيا                      | 1–2   | اليونان                                   |
| --------------------------- | ----- | ----------------------------------------- |
| ألكسندرس تساونا 41' (ركلة.) | تقرير | نيكوس سبيروبولوس 57' · ثيوفانيس غيكاس 69' |

| البوسنة والهرسك                                                      | 4–1   | لاتفيا            |
| -------------------------------------------------------------------- | ----- | ----------------- |
| زفيزدان ميسيموفيتش 12'، 54' · ميراليم بيانيتش 44' · إدين دجيكو 90+2' | تقرير | كاسبارس غوركشس 5' |

| سلوفاكيا                             | 2–0   | ليختنشتاين |
| ------------------------------------ | ----- | ---------- |
| ماريك سابارا 37' · مارتن ياكوبكو 79' | تقرير |            |

| اليونان                                       | 2–0   | ليتوانيا |
| --------------------------------------------- | ----- | -------- |
| سوتيريس نينيس 55' · كونستانتينوس ميتروغلو 72' | تقرير |          |

| ليختنشتاين | 0–2   | ليتوانيا            |
| ---------- | ----- | ------------------- |
|            | تقرير | Česnauskis 50'، 74' |

| سلوفاكيا                                  | 2–1   | لاتفيا                         |
| ----------------------------------------- | ----- | ------------------------------ |
| ماريك هامشيك 5' (ركلة.) · ماريك سابارا 9' | تقرير | ماريس فيرباكوفسكيس 84' (ركلة.) |

| اليونان | 0–0   | البوسنة والهرسك |
| ------- | ----- | --------------- |
|         | تقرير |                 |

| لاتفيا                   | 2–0   | ليختنشتاين |
| ------------------------ | ----- | ---------- |
| Kamešs 29' · Gauračs 77' | تقرير |            |

| البوسنة والهرسك                                            | 3–0   | ليتوانيا |
| ---------------------------------------------------------- | ----- | -------- |
| وداد إيبيشيفيتش 29' · إدين دجيكو 35' · ميراليم بيانيتش 41' | تقرير |          |

| سلوفاكيا | 0–1   | اليونان                  |
| -------- | ----- | ------------------------ |
|          | تقرير | ديميتريس سالبينغيديس 63' |

| ليختنشتاين           | 1–1   | لاتفيا              |
| -------------------- | ----- | ------------------- |
| ميكيلي بولفيرينو 17' | تقرير | ألكسندرس تساونا 30' |

| سلوفاكيا          | 1–1   | ليتوانيا            |
| ----------------- | ----- | ------------------- |
| مارتن ياكوبكو 40' | تقرير | دارفيداس شيرناس 19' |

| البوسنة والهرسك                           | 3–1   | اليونان              |
| ----------------------------------------- | ----- | -------------------- |
| إدين دجيكو 29'، 53' · وداد إيبيشيفيتش 36' | تقرير | ثيوفانيس غيكاس 90+3' |

| لاتفيا | 0–5   | البوسنة والهرسك                                                                                      |
| ------ | ----- | --- |
|        | تقرير | سيناد لوليتش 48' · وداد إيبيشيفيتش 53' · هاريس ميدونيانين 63' · ميراليم بيانيتش 80' · إدين دجيكو 82' |

| ليختنشتاين      | 1–1   | سلوفاكيا        |
| --------------- | ----- | --------------- |
| مارتن بوشيل 13' | تقرير | يان دوريتسا 73' |

| ليتوانيا | 0–1   | اليونان                     |
| -------- | ----- | --------------------------- |
|          | تقرير | لازاروس كريستودولوبولوس 20' |

| لاتفيا                     | 2–1   | ليتوانيا         |
| -------------------------- | ----- | ---------------- |
| Bulvītis 20' · Zjuzins 42' | تقرير | Matulevičius 44' |

| البوسنة والهرسك | 0–1   | سلوفاكيا     |
| --------------- | ----- | ------------ |
|                 | تقرير | Pečovský 77' |

| ليختنشتاين | 0–1   | اليونان                   |
| ---------- | ----- | ------------------------- |
|            | تقرير | كونستانتينوس ميتروغلو 72' |

| ليتوانيا                               | 2–0   | ليختنشتاين |
| -------------------------------------- | ----- | ---------- |
| Matulevičius 18' · تاداس كيجانسكاس 40' | تقرير |            |

| سلوفاكيا         | 1–2   | البوسنة والهرسك                         |
| ---------------- | ----- | --------------------------------------- |
| ماريك هامشيك 43' | تقرير | إرمين بكشاكشيتش 70' · عزت هاجروفيتش 78' |

| اليونان                  | 1–0   | لاتفيا |
| ------------------------ | ----- | ------ |
| ديميتريس سالبينغيديس 58' | تقرير |        |

| ليتوانيا                            | 2–0   | لاتفيا |
| ----------------------------------- | ----- | ------ |
| Cernych 7' · ساوليوس ميكوليوناس 68' | تقرير |        |

| البوسنة والهرسك                                                    | 4–1   | ليختنشتاين       |
| ------------------------------------------------------------------ | ----- | ---------------- |
| إدين دجيكو 27'، 39' · زفيزدان ميسيموفيتش 34' · وداد إيبيشيفيتش 38' | تقرير | نيكولا هاسلر 61' |

| اليونان                  | 1–0   | سلوفاكيا |
| ------------------------ | ----- | -------- |
| مارتين شكرتيل 44' (ه.ذ.) | تقرير |          |

| اليونان                                         | 2–0   | ليختنشتاين |
| ----------------------------------------------- | ----- | ---------- |
| ديميتريس سالبينغيديس 7' · جيورجوس كاراغونيس 81' | تقرير |            |

| ليتوانيا | 0–1   | البوسنة والهرسك     |
| -------- | ----- | ------------------- |
|          | تقرير | وداد إيبيشيفيتش 68' |

| لاتفيا                  | 2–2   | سلوفاكيا                             |
| ----------------------- | ----- | ------------------------------------ |
| Šabala 47' · Rode 90+2' | تقرير | مارتن ياكوبكو 9' · كورنيل سالاتا 16' |

## الهدافين
عدد الأهداف المُسجلة  76 هدفًا  في 30 مباراة، بمتوسط 2.53 هدفًا في المباراة الواحدة.
10 أهداف
- إدين دجيكو

8 أهداف
- فيداد إبيشيفيتش

5 أهداف
- زفيزدان ميسيموفيتش

3 أهداف
- ميراليم بيانيتش
- ديميتريس سالبينغيديس
- مارتن ياكوبكو
- ماريك سابارا

هدفان
- ثيوفانيس غيكاس
- كونستانتينوس ميتروغلو
- ألكسندرس تساونا
- Edgaras Česnauskis
- Deivydas Matulevičius
- ماريك هامشيك

هدف
- إرمين بيتشاكتشيتش
- عزت هاجروفيتش
- سيناد لوليتش
- هاريس ميدونيانين
- لازاروس كريستودولوبولوس
- جيورجوس كاراغونيس
- سوتيريس نينيس
- نيكوس سبيروبولوس
- ناوريس بولفيتس
- Edgars Gauračs
- كاسبارس غوركشس
- Vladimirs Kamešs
- رينارس رود
- Valērijs Šabala
- ماريس فيرباكوفسكيس
- آرتورس زيوزينز
- مارتن بوشيل
- ماثياس كريستن
- نيكولا هاسلر
- ميكيلي بولفيرينو
- فيدور تشيرنيخ
- تاداس كيجانسكاس
- ساوليوس ميكوليوناس
- دارفيداس شيرناس
- ماريوس زاليوكاس
- يان دوريتسا
- فيكتور بيتشوفسكي
- كورنيل سالاتا

هدف ذاتي
- مارتين شكرتيل (ضد اليونان)

## وصلات خارجية
- نتائج وجدول مجموعة اليويفا G (نسخة FIFA.com)
- نتائج وجدول مجموعة اليويفا G (نسخة UEFA.com)